# ロイヤルブルー
ロイヤルブルー (Royal Blue) は、濃い鮮やかな青を示す色名の一つ。イギリス王室の公式カラーとして使用されている。

## 近似色
- 青
- コバルトブルー
- 瑠璃色
- 藍色
- 紺
- 群青色